# Tegermansu III

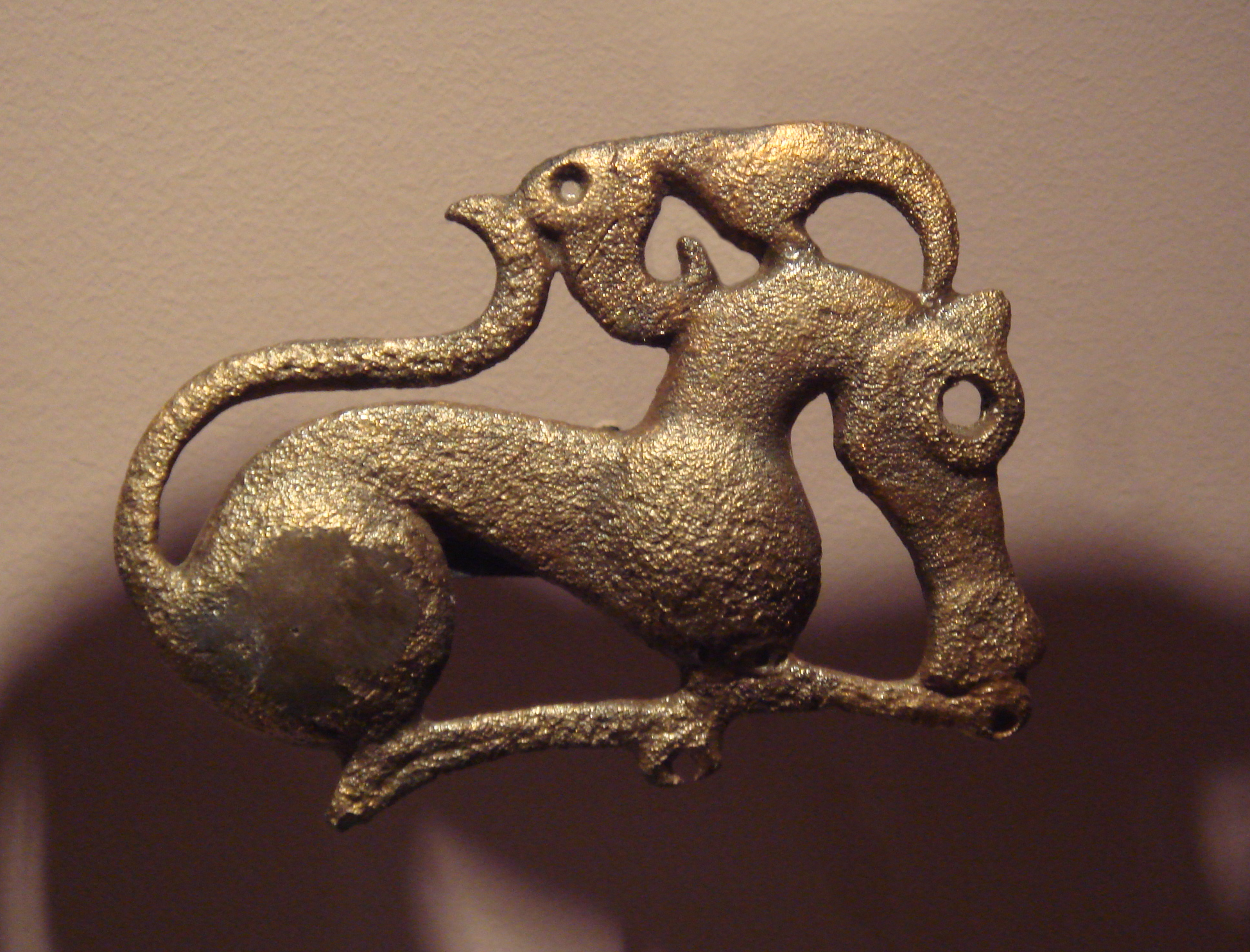
Darstellung eines Pferdes oder Hirschen aus Kurgan 7, Tegermansu III

Tegermansu III ist eine Hügelnekropole der frühen Saken im heutigen Kasachstan. Entlang des Flusses Tegermansu (ein Nebenfluss des Bartang) wurden am Ende der 1950er Jahre durch sowjetische Archäologen drei Friedhöfe, die den Saken zugeordnet werden können, lokalisiert und zum Teil ausgegraben. Sie wurden in der Forschung als Tegermansu I, II und III durchnummeriert. Tegermansu III liegt am westlichen Ufer des Flusses und ist das größte dieser Gräberfelder und besteht aus 50 Kurganen, 42 davon wurden in den Jahren 1959 bis 1961 unter Boris Anatol'evič Litvinskiĭ ausgegraben. Sie sind über eine Strecke von etwa einem Kilometer angeordnet. Es handelt sich meist um Hügel aus Stein und Sand. Das Gräberfeld datiert wahrscheinlich ins 6. und 5. Jahrhundert v. Chr. Die Saken waren ein nomadisches Volk, deren Sprache zu den iranischen Sprachen gehört. Kulturell sind sie mit den Skythen verwandt. Der Ort des Friedhofs dürfte im Bereich der Weidegebiete der Saken gelegen haben. Die meisten ihrer Gräberfelder liegen nahe bei Flüssen oder Seen.
Nur in 12 der Kurgane fanden sich Bestattungen. Kenotaphe, Gräber ohne Leiche, sind in Sakengräbern sehr häufig anzutreffen. Mehrere Kurgane hatten Steinsetzungen. In Kurgan 6 bestand die Grabkammer aus einer Steinkiste. In Kurgan 7 hatte der Kurgan dagegen einen äußeren Steinring. Kurgan 31 bestand aus einer rundlichen Steinaufschüttung. Die Grabkammer war rundlich und mit Steinen, Kies und Sand zugeschüttet. Bei Kurgan 8 konnte eine Holzüberdeckung beobachtet werden.
In einigen Kurganen wurden drei Bestattungen gefunden. In Kurgan 9A fanden sich zwei Skelette und ein drittes auf einem etwas höheren Niveau. In Kurgan 31 lagen drei Männerskelette in ausgestreckter Lage, wobei bei zwei Skeletten die Schädel fehlten, während vom dritten nur die Schädeldecke erhalten war.
Als Beigaben fanden sich vor allem Waffen. Darunter befanden sich Pfeilspitzen, Eisendolche (Kurgan 7, 9A), Eisenäxte (Kurgan 31), Eisendolche und Eisenmesser. Neben den Waffen kommt Schmuck vor, wie Armbänder aus Bronze und Eisen, aber auch aus Muscheln. In Kurgan 7 fanden sich zwei Bronzeobjekte mit der Darstellung eines Pferdes. Es handelt sich um Exemplare im sogenannten Tierstil, wie er typisch für Saken und Skythen ist. Die beiden Exemplare fanden sich in der Beckengegend des Toten und waren an einem Ledergürtel befestigt, an dem auch der Akinakes lag. Reste des Leders wurden bei den Ausgrabungen gefunden. Der Akinakes-Dolch hatte eine Klinge aus Eisen und einen Griff aus Bronze. Am Rücken der Leiche fanden sich sechs glatte Bronzeplatten, die mit einer Lederschnur verbunden waren. Daneben fanden sich dort zahlreiche Eisenteile.